# Sepolcro di Caterina d'Austria

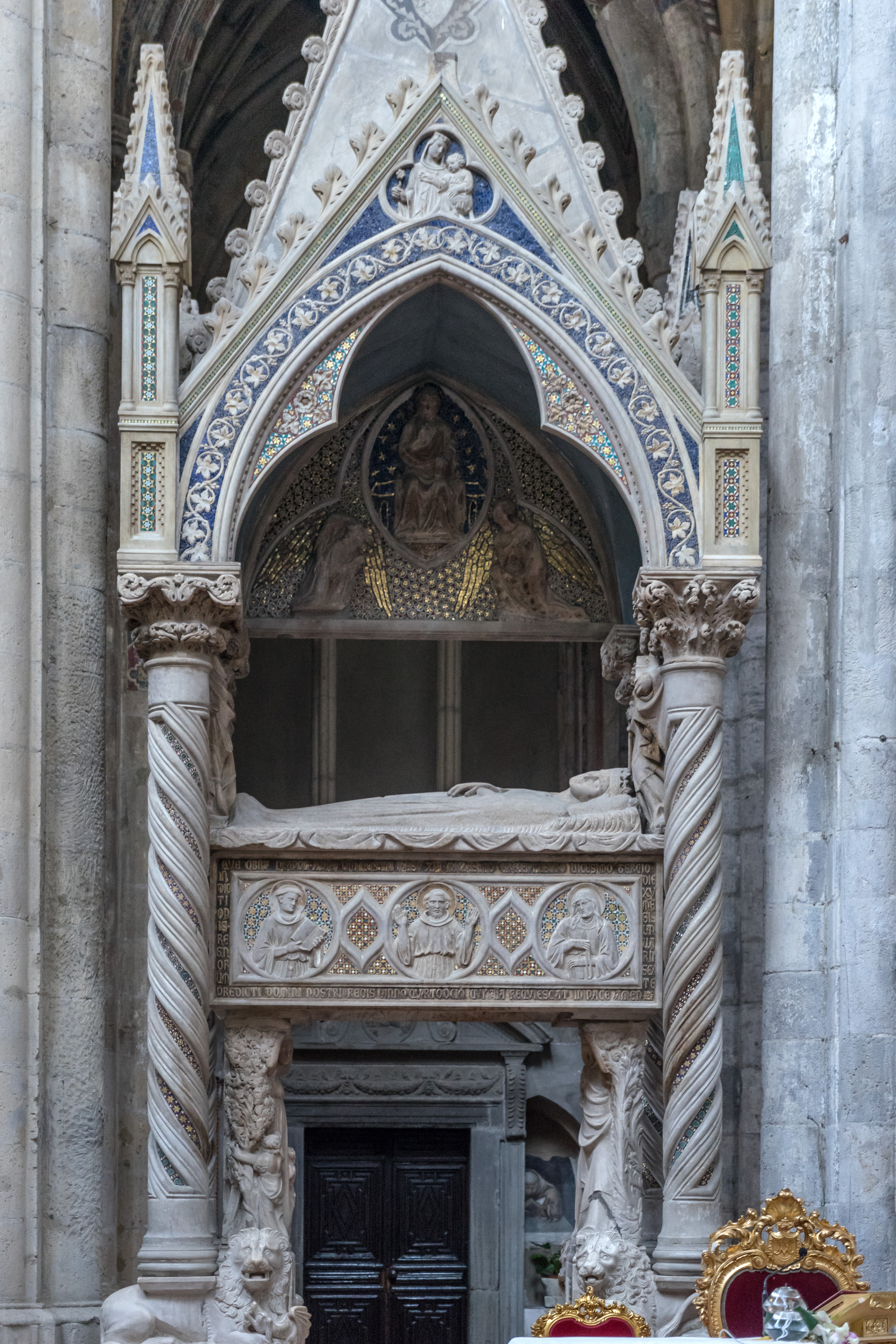
Il monumento sepolcrale

Il sepolcro di Caterina d'Austria è un monumento sepolcrale (320x980x184 cm) di Tino di Camaino e Gagliardo Primario eseguito nel 1324 e conservato presso la basilica di San Lorenzo Maggiore a Napoli.
Il monumento trecentesco è collocato nella prima arcata del deambulatorio absidale, a destra dell'altare maggiore e fu realizzato per ospitare Caterina d'Austria, prima moglie del duca Carlo di Calabria, figlio di re Roberto d'Angiò. La scultura è caratterizzata da un tabernacolo sostenuto da quattro colonne tortili che poggiano su figure leonine. Il sarcofago è sostenuto a mo' di cariatidi da due statue femminili raffiguranti la Speranza e la Carità.
L'opera è ritenuta la prima in assoluto tra quelle del maestro senese eseguite durante il suo periodo napoletano.